# .gm
.gm為冈比亚國家及地區頂級域（ccTLD）的域名，於1997年3月28日啟用。必须在冈比亚注册或与冈比亚有密切联系的公司才能註冊域名，且域名名称必须与公司或组织的名称相关联。不過即使在岡比亞，該域名也用的不多。

## 外部連結
- IANA .gm whois information（页面存档备份，存于）
- .gm domain registration website（页面存档备份，存于）